# フルマー (ロケット)
フルマー（英: Fulmar）はイギリスの2段式観測ロケット。
Bristol Aerojetはスペイン政府のためINTA-300を開発したが、フルマーはそのINTA-300派生ロケットで、ペイロードフェアリングがINTA-300より長い。
1970年代にアンドイから6回打ち上げられ、その内1回が失敗している。

## データ
- 使用機関:SRC（British NationalSpace Research Council）
- 1段目:Heron (107 kN) x1
- 2段目:Snipe (16.7 kN) x1
- 総重量: 500 kg
- 全長: 7.47 m
- 直径: 0.26 m
- 推力: 137.00 kN
- 高度: 250 km
- 初飛行: 1976-11-21
- 最終飛行: 1979-03-19
- 回数: 6